# Вълната
 Тази статия е за филма от 2008 година.  За филма от 1936 година вижте Вълната (филм, 1936).  
„Вълната“ (на немски: Die Welle) е германски филм от 2008 година, психологическа драма на режисьора Денис Ганзел по негов сценарий в съавторство с Питър Торуорт.
Сюжетът е базиран на едноименния роман на Тод Страсър, който от своя страна се основава на организирания през 1967 година в Калифорния експеримент „Третата вълна“. Във филма млад учител по история се опитва да опровергае убеждението на учениците си, че възраждане на националсоциализма в съвременна Германия е невъзможно, като организира експеримент, превръщащ постепенно класа в тоталитарна общност. Главните роли се изпълняват от Юрген Фогел, Фредерик Лау, Макс Римелт, Дженифър Улрих.